# Іванішен Микола Тарасович
Микола Тарасович Іванішен (Іванішин) (? — ?) — український радянський діяч, новатор виробництва, слюсар автоколони Вендичанського цукрового заводу Могилів-Подільського району Вінницької області. Депутат Верховної Ради УРСР 5-го скликання.

## Біографія
З 1950-х років — слюсар автоколони Вендичанського цукрового заводу Могилів-Подільського району Вінницької області.